# Tod eines Handlungsreisenden
Tod eines Handlungsreisenden (Originaltitel: Death of a Salesman) ist das bekannteste Drama Arthur Millers aus dem Jahr 1949, für das er noch im selben Jahr mit dem Pulitzer-Preis für Theater ausgezeichnet wurde. Die Uraufführung am Broadway wurde am 10. Februar 1949 von Elia Kazan inszeniert. Die Hauptrolle des Willy Loman spielte in dieser Inszenierung Lee J. Cobb.

## Wichtige Personen
Willy Loman ist ein älterer Handlungsreisender, der nicht mehr fähig ist, für seinen Lebensstandard aufzukommen. Er verliert darüber seinen Verstand und versucht sich umzubringen, indem er Gas vom Wassererhitzer einatmet oder Unfälle mit seinem Auto verursacht. Er ist besessen von der Nachkriegs-Interpretation des American Dream: so viel Geld zu verdienen und so erfolgreich zu sein wie möglich. Da er mit Arbeit und Alltag aber nicht mehr zurechtkommt, flüchtet er sich in Träumereien, in denen er von einer glorreichen Vergangenheit träumt. In diesen Tagträumen taucht auch sein verstorbener Bruder auf, den Willy sich zum Vorbild nahm – dieser war als Geschäftsmann nämlich sehr erfolgreich. Ursprünglich hatte Willy vor, sein Geld mit handwerklichen Arbeiten zu verdienen, für die er großes Geschick besaß, aber als er den Erfolg anderer sah, wechselte er in den von ihm nie geliebten Beruf des Handelsvertreters.
Linda Loman, Willys Ehefrau, kümmert sich sehr um ihren Mann und ermutigt ihn trotz seines trostlosen Zustandes. Sie ist Willys „Fundament und Unterstützung“. Aber wie auch der Rest von Willys Freunden und Familie schafft sie es nicht, den Illusionen von Willy zu widersprechen, sondern verstärkt sie, was in seinem Selbstmord enden wird.
Biff Loman, Willys Sohn, war auf der High-School ein talentierter Football-Spieler, hat jedoch, seit er Willy bei einer Affäre ertappte, den Glauben an seinen Vater und das Vertrauen in ihn verloren. Da Willy von ihm erwartet, dass er eine Karriere beginnt und erfolgreicher Geschäftsmann wird, kommt es im Verlauf des Stückes oft zu Auseinandersetzungen.
Ben, Willys bereits verstorbener Bruder, taucht in Willys Tagträumen auf. Er wurde durch das Diamantengeschäft sehr wohlhabend. Ben symbolisiert neben Willy die Kritik Millers am amerikanischen Traum: Er wurde durch einen Zufall reich (er kam zufällig nach Afrika, wo das Diamantengeschäft aufblühte) und hat sein Ziel allem Anschein nach mit zwielichtigen Mitteln erreicht.
Happy Loman, Willys zweiter Sohn, ist ein unbedeutender Assistent, der 32 Jahre alt ist. Er ist und war nie erfolgreich und wird auch von seinen Eltern überwiegend ignoriert. Sein Beruf erfüllt ihn nicht, und deshalb rächt er sich an seinen Vorgesetzten, indem er mit deren Frauen schläft. Als Folge der Erziehung durch Willy ist er ebenso unrealistisch, was seine Situation betrifft, wie sein Bruder und der Vater.

## Handlung
Tod eines Handlungsreisenden beschreibt den Konflikt zwischen dem 63 Jahre alten William „Willy“ Loman und dessen 34-jährigem Sohn Biff. Willy Loman ist ein innerlich zerrissener Mensch, dessen Leben in einer Welt stattfindet, in der sich für ihn Vergangenheit und Gegenwart vermischen (in mehreren Szenen spricht er mit Personen, die nur in seiner Vorstellung anwesend sind, oder es werden Rückblicke gezeigt, manchmal vermischt sich auch beides). Biff hat seinem Vater nie verziehen, dass er einst, während einer Geschäftsreise, seine Mutter mit einer anderen Frau betrogen hat, ging deswegen nicht zur Sommerschule, bekam seinen Abschluss nicht, konnte nicht studieren und schlägt sich mit vielen verschiedenen Jobs durchs Leben.
Gegen Ende des Dramas spitzt sich der Vater-Sohn-Konflikt zu, bis Biff seinem Vater zeigt, wie sehr er ihn liebt und wie sehr er gerade deshalb unter Willys Fehltritt leidet. Er bewegt ihn dazu, Wahrheit und Realität zu akzeptieren, und verabschiedet sich für voraussichtlich lange Zeit von ihm. Willy Loman ist zum Suizid entschlossen, damit seine verarmte Familie, vor allem Biff, aufgrund eines vorgetäuschten Autounfalls seine Lebensversicherung ausgezahlt bekommt. Sein toter Bruder Ben, den er wie einen Vater bewundert und kaum gekannt hat und mit dem er sich mehrfach „unterhält“, erinnert ihn an sein Vorhaben.
Das Drama endet mit der Totenmesse für Willy: Nur wenige Trauernde – seine Familie und sein erfolgreicher alter Freund Charley – kommen zur Beerdigung. Als Abschluss steht ein letzter Monolog von Linda, Willys Witwe, in dem sie die Befreiung von weiteren Rechnungen beschreibt und sich wundert, warum Willy sich das Leben genommen hat.

## Botschaft
Das Drama beschreibt exemplarisch einen in jungen Jahren erfolgreichen und im Alter erfolglosen Verkäufer (Fluch des Vertriebs), der den ausbleibenden Erfolg bis hin zum Verlust seines Arbeitsplatzes durch den neuen jungen Chef durch eine einzige Lebenslüge nach dem Motto Mehr Schein als Sein zu kaschieren sucht. So ist Willy sogar zu stolz, den ihm von seinem erfolgreichen alten Freund (Charley) und Firmenchef angebotenen Arbeitsplatz anzunehmen. Er borgt sich stattdessen Geld von diesem und gibt seiner Familie vor, weiterhin jeden Tag zu seiner Arbeit zu gehen.
Auch ist die Kritik am American Dream ein zentraler Punkt des Dramas. Willy Loman hängt zu sehr an den Träumen der ersten Siedler und kann nicht begreifen, dass diese in seiner Zeit so nicht mehr realisierbar sind. Dieses Problem macht sich bei Willy insofern bemerkbar, als er zuletzt keine Lebensgrundlage und dadurch keine Identität mehr hat. Am amerikanischen Traum wird somit kritisiert, dass Wertvorstellungen einzig und alleine auf der Annahme beruhen, die gesellschaftliche Bedeutung eines Menschen leite sich lediglich von dessen Status und Stellung in dieser ab. Kurz gesagt: „Jeder ist seines eigenen Glückes Schmied“; der Unglückliche ist selber schuld an seiner Misere und ist somit kein vollwertiges und zu respektierendes Mitglied der Gesellschaft mehr. Willy bezahlt seinen Glauben an den „Amerikanischen Traum“ letztlich mit seinem Leben.

## Trivia
Der Name Loman klingt wie amerikanisch low man, deutsch niedriger Mann und legt nahe, es werde damit die gesellschaftliche Position oder psychische Situation der Hauptfigur beschrieben. Miller hat den Namen jedoch Fritz Langs Film Das Testament des Dr. Mabuse entnommen. In seiner Autobiographie Timebends: A Life schreibt er:

“What the name really meant to me was a terror-stricken man calling into the void for help that will never come.”

„Der Name bezeichnete für mich in Wirklichkeit einen vom Schrecken überwältigten Mann, der in die Leere hinein um Hilfe ruft, die niemals kommen wird.“

## Hörspiel
Bereits 1950 wurde mit Erich Ponto in der Hauptrolle vom Hessischen Rundfunk ein Hörspiel produziert.
- 1950: Der Tod des Handlungsreisenden; Regie: Fränze Roloff

## Verfilmungen
Die im deutschsprachigen Raum bekanntesten Verfilmungen sind die von Schlöndorff mit Dustin Hoffman und von Gerhard Klingenberg mit Heinz Rühmann sowie die von László Benedek mit Fredric March, die für fünf Oscars nominiert wurde.
Auswahl:
- 1951: Der Tod eines Handlungsreisenden mit Fredric March; Regie: László Benedek
- 1961: En Handelsresandes död mit Kolbjörn Knudsen; Regie: Hans Abramson
- 1963: Der Tod des Handlungsreisenden mit Leopold Rudolf; Regie: Michael Kehlmann
- 1966: Death of a Salesman mit Lee J. Cobb; Regie: Alex Segal
- 1966: Death of a Salesman mit Rod Steiger; Regie: Alan Cooke
- 1968: Der Tod des Handlungsreisenden mit Heinz Rühmann; Regie: Gerhard Klingenberg
- 1979: En Handelsresandes död mit Carl-Gustaf Lindstedt; Regie: Bo Widerberg
- 1985: Tod eines Handlungsreisenden mit Dustin Hoffman; Regie: Volker Schlöndorff
- 2000: Death of a Salesman mit Brian Dennehy; Regie: Kirk Browning

## Ausgaben (Auswahl)
- Arthur Miller: Tod eines Handlungsreisenden. Gewisse Privatgespräche in zwei Akten und einem Requiem. (Fischer 7095, Theater). Fischer-Taschenbuch-Verlag, Frankfurt am Main 2008, ISBN 978-3-596-27095-8.
- Arthur Miller: Death of a Salesman. Certain Private Conversations in Two Acts and a Requiem. (Reclams Universal-Bibliothek 9172, Fremdsprachentexte). Reclam-Verlag, Stuttgart 2002, ISBN 3-15-009172-1.
- Arthur Miller: Death of a Salesman. Certain Private Conversations in Two Acts and a Requiem. Klett-Verlag, Stuttgart 2008, ISBN 978-3-12-577633-3.

### Hörbücher
- Arthur Miller: Death of a Salesman. (gekürzte Ausgabe) Naxos Audio Books, 2009, ISBN 978-962-634-997-7.

## Sekundärliteratur
- Richard Albrecht: Tod eines Handlungsreisenden. In:  Psychologie verstehen! 6 (1997) 1, Papillon Verlag, S. 9–19; gekürzte Netzversion
- Rüdiger Bernhardt: Arthur Miller: Tod eines Handlungsreisenden (Death of a Salesman). (Königs Erläuterungen und Materialien, Band 142). C. Bange Verlag, Hollfeld 2005, ISBN 3-8044-1720-5.
- Paul Goetsch: Death of a Salesman. In: Paul Goetsch (Hrsg.): Das amerikanische Drama. Bagel Verlag, Düsseldorf 1974, ISBN 3-513-02218-2, S. 208–233.
- Rainer Lübbren: Der Tod des Handlungsreisenden. In: Rainer Lübbren: Arthur Miller. (Friedrichs Dramatiker des Welttheaters, Band 19). 2. Auflage. Friedrich Verlag, Velber bei Hannover 1969, S. 45–59.
- Brian W. Last: Death of a Salesman. York Notes / Longman Literature Guides. 14. Auflage. Longman York Press 1980/1992, ISBN 0-582-02260-6. (englischsprachig)